# Chamara Silva
Lindamlilage Prageeth Chamara Silva (syng. ලිඳමලිලගේ ප්‍රගීත් චාමර සිල්වා, ur. 14 grudnia 1979 w Panadurze, Sri Lanka) – lankijski krykiecista grający na pozycji batsmana, wielokrotny reprezentant kraju, członek drużyny, która zdobyła wicemistrzostwo świata w 2007 i wicemistrzostwo świata w formacie T20 w 2009.

## Kariera
W rozgrywkach krajowych debiutował w sezonie 1996/1997. W 1999, jako dziewiętnastolatek, został po raz pierwszy powołany do lankijskiej reprezentacji narodowej i 26 sierpnia tego roku zadebiutował w ODI przeciwko Australii. Grał w reprezentacji do 2002. W krajowych rozgrywkach reprezentował Panadura Sports Club i został kapitanem tej drużyny. W 2004 przeniósł się do Sebastianites Cricket and Athletic Club. W 2006 powrócił do reprezentacji narodowej i występował w niej do 2011. Łącznie wystąpił w ponad 100 spotkaniach międzynarodowych: 11 testach, 75 ODI i 16 T20. Uczestniczył w licznych tournée reprezentacji, w 2007 wziął udział w Pucharze Świata w krykiecie, w którym Sri Lanka zdobyła wicemistrzostwo świata, a w 2009 wziął udział w mistrzostwach świata w formacie T20, w którym Sri Lanka także zdobyła drugie miejsce.
W 2017 otrzymał dwuletni zakaz wszelkiej działalności związanej z krykietem za udział w nielegalnym ustalaniu wyniku meczu pomiędzy Panadura Sports Club i Kalutara Physical and Culture Club. Następnie powrócił do gry w barwach Bloomfield Cricket and Athletic Club.